# Äldre Imbrian
Äldre Imbrian var en epok i månens geologiska tidsskala som pågick mellan 3850 miljoner och 3800 miljoner år sedan. Denna epok överlappar med det Sena tunga bombardemanget i det inre solsystemet. Den kollision som skapade den jättelika Mare Imbrium basin skedde vid starten av denna epok. Det andra stora haven som bildar den sida vi ser av månen (så som Crisium, Tranquilitatis, Serenitatis, Fecunditatis, och Procellarum) formades också under denna period. Haven fylles med basalt under Yngre Imbrian.